# Manophylax altus
Manophylax altus is een schietmot uit de familie Apataniidae. De soort komt voor in het Nearctisch gebied.